# بهنق
بهنق هي قرية في مقاطعة مراغة، إيران. عدد سكان هذه القرية هو 897 في سنة 2006.